# Marfa Sobakina
Marfa Vasilevna Sobakina (Марфа Васильевна Собакина; 1552 – 13 de novembro de 1571), foi uma tsarina do Czarado da Rússia e a terceira esposa de Ivã, o Terrível.

## Biografia
Filha de um mercante de Novgorod, Marfa foi selecionada por Ivã entre doze candidatas. Poucos dias depois de ser escolhida, Marfa começou a sucumbir por uma doença misteriosa. Houve rumores que ela foi envenenada involuntariamente por sua mãe, que deu a ela uma poção que supostamente aumentaria sua fertilidade. Apesar da rápida perda de peso e mal conseguindo ficar em pé, Marfa ficou casada com Ivã até 28 de outubro de 1571, quando morreu alguns dias depois.
Sua morte aumentou a paranoia de seu marido, já que ela morreu aonde seria uma fortaleza inexpugnável cercada de serviçais leais. Ivã, lembrando da morte da sua primeira esposa, imediatamente suspeitou de envenenamento e sentenciou a morte muitos dos seus súditos, incluindo Temrjuk (irmão da sua última esposa) que foi empalado.  